# Sinopesa gollum
Espèce
Sinopesa gollum est une espèce d'araignées mygalomorphes de la famille des Nemesiidae.

## Distribution
Cette espèce est endémique du Guangdong en Chine,. Elle se rencontre dans le xian de Yangshan.

## Description
Le mâle holotype mesure 6,44 mm.

## Étymologie
Cette espèce est nommée en référence à Gollum.

## Publication originale
- Lin, Marusik, Gao, Xu, Zhang, Wang, Zhu & Li, 2021 : « Twenty-three new spider species (Arachnida: Araneae) from Asia. » Zoological Systematics, vol. 46, no 2, p. 91-152.